# KILL
| Recensione      | Giudizio |
| --------------- | -------- |
| AllMusic        | [ 1 ]    |
| Sputnik Music   | [ 2 ]    |
| Sphere Magazine | [ 3 ]    |

KILL è il sesto album degli Electric Six. Nelle interviste precedenti la pubblicazione, la band affermò che l'album segnava un ritorno alle origini, con un suono più simile al loro album di debutto.

## Tracce
1. Body Shot – 3:46
2. Waste of Time and Money – 3:28
3. Egyptian Cowboy – 4:20
4. Escape from Ohio – 3:11
5. Rubbin' Me the Wrong Way – 3:04
6. One Sick Puppy – 2:53
7. Steal Your Bones – 4:20
8. My Idea of Fun – 3:17
9. I Belong in a Factory – 2:32
10. Thw Newark Airport Boogie – 3:00
11. Simulated Love – 3:30
12. You're Bored – 1:45
13. White Eyes – 4:20

## Titolo dell'Album
- Come per l'album di debutto della band Fire, venne scelto il titolo KILL perché doveva essere un titolo estraneo ai temi del disco.
- Altri nomi che furono scelti dalla band per l'album furono Jared Styles e The Sign of the Beefcarver. Il secondo fu scartato a causa di processi legali con la catena di ristoranti da cui avevano preso il nome.